# سكارليت ويرنر
سكارليت ويرنر (بالألمانية: Scarlett Werner) مواليد 21 نوفمبر 1984 في ميونخ، ألمانيا الغربية، هي لاعبة كرة مضرب ألمانية بدأت مسيرتها كمحترفة سنة 1999 تلعب باليد اليمنى. أعلى تصنيف لها في الفردي كان 277. أعلى تصنيف لها في الزوجي كان 199.

## النهائيات

### الفردي النهائي: 7 (5–2)
| الحصيلة | الرقم | التاريخ       | الدورة                   | الأرضية | المنافس              | النتيجة       |
| ------- | ----- | ------------- | ------------------------ | ------- | -------------------- | ------------- |
| الوصافة | 1.    | 9 يوليو 2001  | دارمشتات، ألمانيا        | ترابية  | أينهوا جوني          | 7–6, 4–6, 1–6 |
| الفوز   | 2.    | 3 مايو 2010   | فيسبادن، ألمانيا         | ترابية  | إليز تامالا          | 5–7, 6–2, 6–4 |
| الفوز   | 3.    | 23 أغسطس 2010 | براونشفايغ، ألمانيا      | ترابية  | أميناتا كوشكهوفا     | 6–3, 6–0      |
| الفوز   | 4.    | 1 مايو 2011   | بورنموث، بريطانيا العظمى | ترابية  | رومانا تاباك         | 6–3, 7–5      |
| الفوز   | 5.    | 28 مايو 2011  | فيلينيه، سلوفينيا        | ترابية  | سيلفيا نجيريك        | 6–2, 6–2      |
| الوصافة | 6.    | 14 أغسطس 2011 | فرسمولد، ألمانيا         | ترابية  | ماريانا دوكي مارينيو | 6–7, 5–7      |
| الفوز   | 7.    | 20 أغسطس 2011 | راتينغن، ألمانيا         | ترابية  | إليزافتا إنشاك       | 6–0, 7–5      |

## روابط خارجية
- سكارليت ويرنر على موقع رابطة محترفات التنس (الإنجليزية)
- سكارليت ويرنر على موقع الاتحاد الدولي لكرة المضرب (الإنجليزية)
- سكارليت ويرنر على موقع كأس بيلي جين كينغ (الإنجليزية)
- سكارليت ويرنر على موقع خلاصة التنس.كوم (الإنجليزية)